# Edward Smith (voleur)
Pour les articles homonymes, voir Edward Smith (homonymie) et Smith.
Edward Smith est connu pour être l'un des premiers à avoir braqué une banque aux États-Unis, le 19 mars 1831. Il emporta avec lui 245 000 $ de la City Bank située sur Wall Street à New York. Il fut arrêté, reconnu coupable, et condamné à cinq ans d'emprisonnement dans la prison de Sing Sing.